# Scolecomorphidae
Scolecomorphidae – rodzina płazów z rzędu płazów beznogich (Gymnophiona).

## Zasięg występowania
Rodzina obejmuje gatunki występujące w Kamerunie w Afryce Zachodniej oraz Malawi, Tanzanii i Mozambiku w Afryce Wschodniej.

## Systematyka

### Podział systematyczny
Do rodziny należą następujące rodzaje:
- Crotaphatrema Nussbaum, 1985
- Scolecomorphus Boulenger, 1883